# بن سنگره
بن سنگره (انگلیسی: Ben Sangaré؛ زادهٔ ۱۲ نوامبر ۱۹۹۰) بازیکن فوتبال اهل فرانسه است که در پست هافبک بازی می‌کند.
از باشگاه‌هایی که در آن بازی کرده‌است می‌توان به باشگاه فوتبال نانسی و باشگاه فوتبال فرایبورگ اشاره کرد.